# Aknada (Kiziliurt)
|  | Per a altres significats, vegeu «Aknada». |

Aknada (en rus: Акнада) és un poble del Daguestan, a Rússia, que el 2019 tenia 4.423 habitants. Pertany al districte rural de Kiziliurt.